# Keiller’s marmalade
Keiller’s marmalade, Keillers marmelad, namngiven efter dess grundare Janet Keiller, tros ha varit det första kommersiella marmeladmärket och producerades i Dundee, Skottland.
Enligt en sägen tog James Keiller under 1790-talet med sig en skeppslast apelsiner från ett fartyg som sökte hamn i en vinterstorm. Båten lär ha varit på väg från Sevilla. Apelsinerna hade under frakten mist något av sin fräschör. På apelsinerna kokade hustrun Janet Keiller en stor mängd marmelad. Fru Keiller utgick från ett redan existerande recept, men förbättrade och standardiserade tillverkningen. Till skillnad från tidigare marmelader innehöll Keillers marmelad även apelsinsskal i föregivet syfte att underlätta matsmältningen.
Detta första kommersiella marmeladmärke, samt den första marmeladfabriken i världen, grundades 1797 i Dundee. Marmeladen introducerades på brittiska marknader och butiker under 1800-talets början.
Under det sena 1800-talet skeppades marmeladen så långt bort som till Australien, Nya Zeeland, Sydafrika, Indien och Kina.
Den brittisk-svenska industrialisten Alexander Keiller kom från familjen som grundade Keiller’s marmalade.